# Bartschia agassizi
Bartschia agassizi är en snäckart som först beskrevs av Clench och Carlos Guillermo Aguayo 1941.  Bartschia agassizi ingår i släktet Bartschia och familjen valthornssnäckor. Inga underarter finns listade i Catalogue of Life.